# ليا إبرية
ليا إبرية (الاسم العلمي:Leea aculeata) هي نوع من النباتات تتبع جنس الليا من الفصيلة الكرمية.